# Донє Дубраве
45°19′ пн. ш. 15°22′ сх. д. / 45.31° пн. ш. 15.36° сх. д.
Донє Дубраве (хорв. Donje Dubrave) — населений пункт у Хорватії, у Карловацькій жупанії у складі міста Огулин.

## Населення
Населення за даними перепису 2011 року становило 199 осіб.
Динаміка чисельності населення поселення: